# Кумар, Шалини
Шали́ни Кума́р (малаял. ശാലിനി കുമാർ; род. 20 ноября 1980, Триссур, Керала, Индия) — индийская актриса.

## Биография
Шалини Кумар родилась 20 ноября 1980 года в штате Керала (Индия) в христианской семье. У Шалини есть старший брат и младшая сестра — актёры Ричард Риши (род. 1977) и Шамили (род. 1987).

## Карьера
Шалини снималась в кино на протяжении 18 лет — в 1983—2001 годах. К 2000 году актриса сыграла более, чем в 90 фильмах, но в следующем году решила прервать карьеру, чтобы проводить больше времени с семьёй.

## Личная жизнь
С 24 апреля 2000 года Шалини замужем за актёром Аджитом Кумаром, с которым она встречалась год до свадьбы. У супругов есть дочь — Анушка (род. 3.01.2008) и сын — Аадвик (род. 2.03.2015).